# Bosquetina pectinata
Bosquetina pectinata is een mosselkreeftjessoort uit de familie van de Trachyleberididae. De wetenschappelijke naam van de soort is voor het eerst geldig gepubliceerd in 1852 door Bosquet.